# Список эпизодов телесериала «Сонная Лощина»
Список эпизодов американского мистико-приключенческого телесериала «Сонная Лощина», осовремененной адаптации рассказа «Легенда о Сонной Лощине», написанного Вашингтоном Ирвингом. Сериал создан Алексом Куртцманом, Роберто Орси, Филлипом Исковым и Леном Уайзманом.

## Обзор сезонов
| Сезон | Сезон | Эпизоды | Оригинальная дата показа | Оригинальная дата показа |
| Сезон | Сезон | Эпизоды | Премьера сезона          | Финал сезона             |
| ----- | ----- | ------- | ------------------------ | ------------------------ |
|       | 1     | 13      | 16 сентября 2013         | 20 января 2014           |
|       | 2     | 18      | 22 сентября 2014         | 23 февраля 2015          |
|       | 3     | 18      | 1 октября 2015           | 8 апреля 2016            |
|       | 4     | 13      | 6 января 2017            | 31 марта 2017            |

## Список серий

### Сезон 1 (2013-14)
| № общий | № в сезоне | Название                                          | Режиссёр         | Автор сценария | Дата премьеры    | Произв. код | Зрители в США (млн) |
| --- | ---------- | ------------------------------------------------- | ---------------- | --- | ---------------- | ----------- | ------------------- |
| 1 | 1          | «Pilot» «Пилот»                                   | Лен Уайзман      | История: Роберто Орси, Алекс Куртцман, Филипп Исков и Лен Уайзман Телесценарий: Алекс Куртцман, Роберто Орси, Филипп Исков | 16 сентября 2013 | 1AWL79      | 10,10               |
| Икабод Крейн участвует в битве войны за независимость в 1781 году и сражается с таинственным всадником, у которого клеймо в виде лука на кисти руки и топор, раскаленный докрасна. Всадник ранит Икабода в грудь топором, а Икабод отсекает всаднику голову. Через несколько мгновений после своей смерти Икабод просыпается в пещере, из которой выбирается и видит незнакомый город, которым оказывается родная ему Сонная Лощина. Тем временем шериф Сонной Лощины и его помощник, лейтенант Эбби Миллс, натыкаются на безголового всадника в мундире Королевской пехоты времен войны за независимость. Всадник убивает шерифа, фермера и священника (судя по всему, не стареющего). Икабоду и Эбби нужно объединить усилия, чтобы не дать всаднику еще кого-нибудь убить. |            |                                                   |                  | |                  |             |                     |
| 2 | 2          | «Blood Moon» «Кровавая луна»                      | Кен Олин         | Роберто Орси, Алекс Куртцман и Марк Гоффман                                                                                | 23 сентября 2013 | 1AWL01      | 8,59                |
| Эбби и Крэйн, теперь работающие вместе, должны предотвратить возвращение с того света могущественной ведьмы, убивающей людей огнём. Ведьме помогает полумертвый, воскресший после перелома шеи Энди Данн. Он ищет потомков судьи, который осудил и сжег ведьму 250 лет назад. |            |                                                   |                  | |                  |             |                     |
| 3 | 3          | «For the Triumph of Evil» «Для торжества зла»     | Джон Шоуолтер    | История: Филлип Исков Телесценарий: Хосе Молина                                                                            | 30 сентября 2013 | 1AWL02      | 7,97                |
| Эбби встречается с угрозой, когда ей начинают сниться кошмары про безликого демона. Позже все люди связанные с ней и её сестрой погибают от самоубийств, при этом их глаза превратились в песок. Икабод выясняет что этот демон - Рогамундос, мифическое существо, злой аналог сказочного Песочного человека. Эбби же должна признать свою вину за то, что пять лет назад отказалась от сестры, когда та утверждала, что они обе видели в лесу размытого Рогатого Демона, или она умрет. |            |                                                   |                  | |                  |             |                     |
| 4 | 4          | «The Lesser Key of Solomon» «Малый ключ Соломона» | Пол Эдвардс      | Дэмиан Киндлер | 7 октября 2013   | 1AWL03      | 7,96                |
| Серия начинается с той же самой секунды, на которой закончилась предыдущая. Эбби просит дать ей время, чтобы найти сестру и получает 12 часов. Тем временем простой учитель музыки получает приказ от Размытого Рогатого Демона. Он нападает сначала на бармена, старого друга сбежавшей сестры, а затем на Эбби, Крэйна и Дженни Миллс в хижине шерифа. Выясняется, что учитель музыки на самом деле потомок гессенцев, служивших Молоху (Всадник без головы тоже гессенец), а сам Молох и есть Размытый Рогатый Демон, и разыскивает он не Дженни, а Малый ключ Соломона - книгу темной магии, которая призовет в наш мир 72 могущественных демона |            |                                                   |                  | |                  |             |                     |
| 5 | 5          | «John Doe» «Джон Доу»                             | Эрнест Дикерсон  | Мелисса Блейк | 14 октября 2013  | 1AWL04      | 7,59                |
| В современной Сонной Лощине оказывается десятилетний мальчик, имя которого неизвестно (Джон Доу). Проблема в том, что он одет в одежду 16 века и говорит на средневековом английском. Эбби Миллс и Икабод Крейн идут по следу мальчика и находят Потерянную Колонию, ту самую, связанную с легендой о «Кроатоне». Тем временем власти Сонной Лощины борются с опасной эпидемией, которую мальчик принес с собой, ведь на Роанок (Потерянную Колонию) напал всадник по имени Чума, цель которого выбраться в реальный мир. |            |                                                   |                  | |                  |             |                     |
| 6 | 6          | «The Sin Eater» «Пожиратель грехов»               | Кен Олин         | История: Аарон Расаан Томас Телесценарий: Алекс Куртцман и Марк Гоффман                                                    | 4 ноября 2013    | 1AWL05      | 7,08                |
| Икабод похищен братством масонов, членом которого является и он сам, где его допрашивают о его прошлом, чтобы подтвердить его личность. Во время службы в Британской армии Икабоду поручили руководить допросом Артура Бернарда за его публикации мятежных статей. Тут Икабод знакомится с Катриной — она была медсестрой, которая ухаживала за Артуром. Икабоду поручают казнь Артура, но он его освобождает и говорит ему разыскать генерала Дж. Вашингтона. Но Артура все же убивает демон, и Икабод начинает страдать от чувства вины за это. В это время Эбби является Катрина в видении и говорит ей, что Всадник вернется в город с наступлением ночи и что ей нужно разыскать «Пожирателя грехов», чтобы очистить Икабода от греха. Эбби и Дженни работают сообща, чтобы найти «Пожирателя» — человека по имени Гарри Пэриш, который поначалу отказывает им в помощи. Эбби и Дженни находят подземное укрытие масонов, в котором Икабода готовят к приёму яда. Кровная связь между Икабодом и Всадником говорит, что если умрёт Икабод, то умрёт и Всадник. Эбби не может остановить Икабода, и она наблюдает, как он принимает яд. До того как яд окажет летальное действие прибывает Гарри и освобождает его от вины. Связь между Икабодом и Всадником разрушается, и действия яда нейтрализуется. Икабод, Эбби, Дженни и масоны готовятся к прибытию Всадника. |            |                                                   |                  | |                  |             |                     |
| 7 | 7          | «The Midnight Ride» «Полуночная поездка»          | Даг Аарниокоски  | Хэзер В. Регнер | 11 ноября 2013   | 1AWL06      | 7,03                |
| Энди является к Люку и предупреждает его, чтобы тот держался подальше от Эбби. Люк шокирован внезапной встречей с мёртвым коллегой и решает не отвечать на звонки Эбби. Икабод отправляется в штаб масонов, чтобы обсудить дальнейший план действий, но обнаруживает, что масонов убил Всадник и забрал их головы. Икабод понимает, что всадник ищет свою голову, и с Эбби он идёт к Ирвингу, у которого хранится голова в качестве доказательства. Ирвинг забирает голову из изучавшей её лаборатории, где он едва сбегает от Всадника, после чего начинает верить истории Икабода. Икабод и Эбби пытаются уничтожить голову различными способами, но им это не удаётся. Они обнаруживают головы масонов, из которых всадник сделал фонари и вывесил в городе. Это наталкивает Икабода на воспоминания о манускрипте, где содержатся оккультные знания масонов. Ему с Эбби удаётся найти копии страниц манускрипта, открывших им средство поимки Всадника. Энди является Эбби, утверждая, что хочет помочь ей. Он подтверждает, что Всадник может быть пойман, и соглашается передать ему сообщение от Икабода. Эбби, Икабод и Ирвинг вместе строят ловушку для Всадника. Они заманивают его через туннели с помощью фальшивых голов и, в конченом счёте, ловят его в ультрафиолетовом свете ламп ночью, как сказано в манускрипте - превращая ночь в день.              |            |                                                   |                  | |                  |             |                     |
| 8 | 8          | «Necromancer» «Некромант»                         | Пол Эдвардс      | Марк Гоффман и Филлип Исков                                                                                                | 18 ноября 2013   | 1AWL07      | 7,09                |
| Эбби и Икабод разыскивают Энди, чтобы выяснить уязвимость Всадника. Они определяют, что Энди будучи живым мертвецом жил в туннелях под городом, тех самых, где находится темница Всадника. Когда они находят бывшего помощника шерифа, то тот с прискорбием сообщает, что у Всадника не может быть уязвимостей, так как он сама смерть. Однако он может быть голосом Всадника, говорить за него, чем и пользуются Свидетели. Тем временем потомки гессенцев уже поняли, что с всадником что-то случилось и ищут древний артефакт, способный уничтожить любое заклятье. В этом им препятствуют капитан и Дженни Миллс. В прошлом Икабод знакомится с женихом Катрины, в которую давно безнадежно влюблен |            |                                                   |                  | |                  |             |                     |
| 9 | 9          | «Sanctuary» «Убежище»                             | Лиз Фридлэндер   | Дэмиан Киндлер и Читра Элизабет Сампат                                                                                     | 25 ноября 2013   | 1AWL08      | 6,56                |
| В день благодарения у всех проблемы: к капитану приехали жена и дочь, которых он может лишиться из-за угрозы развода и борьбы со сверхъестественными силами, Икабод грустит, потому что не может провести праздник с семьей, Дженни не может справиться со своей клептоманией (она украла у капитана оружие). В это время Икабоду и Эбби поручают задание: найти миллиардершу Лину Гилберт, пропавшую и на поверку являющуюся потомком Лахлана Фредрикса, старого друга Икабода. Свидетели едут в старое поместье Лахлана, которое атакует темное создание, похожее на лешего. Выясняется, что Лахлан был чародеем из того же самого ковена, что и Катрина. Также Эбби преследуют видения о том времени, когда Катрина скрывалась в особняке под защитой магии Лахлана, и она узнает, что у Икабода и Катрины родился сын. Когда леший был убит, а Лина Гилберт спасена, то Икабод и Эбби получают исследования Лины об истории особняка. |            |                                                   |                  | |                  |             |                     |
| 10 | 10         | «The Golem» «Голем»                               | Дж. Миллер Тобин | История: Алекс Крутцман Телесценарий: Марк Гоффман и Хосе Молина                                                           | 9 декабря 2013   | 1AWL09      | 6,65                |
| Икабод Крейн вербует Генри Пэрриша, чтобы тот поговорил с Катриной, но в процессе этого разговора был разбужен смертельно опасный монстр из чистилища — Голем. |            |                                                   |                  | |                  |             |                     |
| 11 | 11         | «Vessel» «Вместилище»                             | Ромео Тирони     | История: Марк Гоффман и Эрик МакМиллан Телесценарий: Мелисса Блейк                                                         | 13 января 2014   | 1AWL10      | 6,46                |
| Неожиданно для капитана Ирвинга Мэйси, его дочь, становится целью злых сил. Ему ничего не остается, как обратиться за помощью к Крейну и Миллс, чтобы найти необходимые ответы, которые могут храниться в Библии Вашингтона. А тем временем раскрывается страшная тайна из давнего прошлого Дженни. |            |                                                   |                  | |                  |             |                     |
| 12 | 12         | «The Indispensable Man» «Необходимый человек»     | Адам Кейн        | История: Сэм Чалсен Телесценарий: Дэмиан Киндлер и Хэзер В. Регнер                                                         | 20 января 2014   | 1AWL11      | 6,82                |
| Икабод Крэйн и Эбби Миллс сталкиваются с темной тайной, которая была похоронена в Библии Джорджа Вашингтона. В попытках разгадать её, они докапываются до шокирующей правды, связанной со смертью отца-основателя. А тем временем Ирвинг принимает невероятное и сложное решение ради семьи, которое впоследствии меняет его будущее. |            |                                                   |                  | |                  |             |                     |
| 13 | 13         | «Bad Blood» «Дурная кровь»                        | Кен Олин         | Алекс Куртцман и Марк Гоффман                                                                                              | 20 января 2014   | 1AWL12      | 7,05                |
| Противостояние добра и зла достигает просто колоссальных масштабов. Будут принесены жертвы, столкнутся миры, будет испытана лояльность и Сонная Лощина уже никогда не будет такой, как раньше. |            |                                                   |                  | |                  |             |                     |

### Сезон 2 (2014-15)
| № общий | № в сезоне | Название                                              | Режиссёр        | Автор сценария                                                      | Дата премьеры    | Произв. код | Зрители в США (млн) |
| --- | ---------- | ----------------------------------------------------- | --------------- | ------------------------------------------------------------------- | ---------------- | ----------- | ------------------- |
| 14 | 1          | «This Is War» «Это война»                             | Кен Олин        | Марк Гоффман                                                        | 22 сентября 2014 | 2AWL01      | 5,51                |
| Пока Эбби заперта в Чистилище; Икабод оказывется в ловушке в гробу; Катрина, жена Икабода, похищена Всадником без головы; капитана Ирвинга сажают в тюрьму за преступление, которого он не совершал. Тем временем Дженни, сестра Эбби, приходит в себя после автомобильной аварии.                                           |            |                                                       |                 |                                                                     |                  |             |                     |
| 15 | 2          | «The Kindred» «Сородичи»                              | Пол Эдвардс     | Марк Гоффман и Альберт Ким                                          | 29 сентября 2014 | 2AWL02      | 5,04                |
| Спасшись из ловушек, Икабод и Эбби придумывают план по спасению жены Крейна, Катрины, от Всадника без головы. Они воскрешают создание наподобие монстра Франкенштейна, которое некогда создал Бенджамин Франклин. Между тем, капитан Ирвинг раскрывает истину своей встречи с демоном, и Дженни конфликтует с новым шерифом. |            |                                                       |                 |                                                                     |                  |             |                     |
| 16 | 3          | «Root of All Evil» «Корень всего зла»                 | Джеффри Хант    | Мелисса Блейк и Дональд Тодд                                        | 6 октября 2014   | 2AWL04      | 4,46                |
| Жители Сонной Лощины неожиданно начинают странно себя вести, проявляя грубость и агрессию. Икабод считает, что причиной такого поведения является древняя монета Иуды, которая влияет на человека, владеющего ею. |            |                                                       |                 |                                                                     |                  |             |                     |
| 17 | 4          | «Go Where I Send Thee» «Иди туда, куда я тебя послал» | Даг Аарниокоски | Дэмиан Киндлер                                                      | 13 октября 2014  | 2AWL03      | 4,76                |
| Икабод и Эбби ищут пропавшего ребёнка; они сталкиваются со странным существом, напоминающим крысолова, на котором, как и на семье пропавшего ребёнка, лежит многовековое проклятие. |            |                                                       |                 |                                                                     |                  |             |                     |
| 18 | 5          | «The Weeping Lady» «Плачущая леди»                    | Ларри Тенг      | М. Рейвен Метцнер                                                   | 20 октября 2014  | 2AWL05      | 5,02                |
| Женщина, в которую двести лет назад был влюблён Икабод, возвращается в Сонную Лощину как Плачущая Леди. Тем временем Крейн и Катрина узнают много вещей из прошлого друг друга, которые скрывали долгие годы, а Эбби встречает старого знакомого.                                                                            |            |                                                       |                 |                                                                     |                  |             |                     |
| 19 | 6          | «And the Abyss Gazes Back» «И бездна обернется»       | Даг Аарниокоски | Хезер Ранье                                                         | 27 октября 2014  | 2AWL06      | 4,62                |
| Джо Корбин, сын шерифа Корбина, возвращается с войны; его необычное и подозрительное поведение заставляют Эбби и Икабода сомневаться в его намерениях. |            |                                                       |                 |                                                                     |                  |             |                     |
| 20 | 7          | «Deliverance» «Избавление»                            | Ник Копус       | Сэм Чалсен и Нельсон Гривз                                          | 3 ноября 2014    | 2AWL07      | 4,52                |
| Катрина попадает в большую беду и Икабод и Эбби спешат ей на помощь. |            |                                                       |                 |                                                                     |                  |             |                     |
| 21 | 8          | «Heartless» «Бессердечная»                            | Дэвид Бойд      | Альберт Ким                                                         | 10 ноября 2014   | 2AWL08      | 4,65                |
| Крейн и Эбби пытаются остановить посланного Генри суккуба, который высасывает жизненные силы своих жертв. |            |                                                       |                 |                                                                     |                  |             |                     |
| 22 | 9          | «Mama» «Мама»                                         | Венди Станцлер  | Дэмиан Киндлер                                                      | 17 ноября 2014   | 2AWL09      | 4,68                |
| В психиатрической лечебнице Территауна происходит череда таинственных смертей; расследование приводит Икабода и Эбби к духу, который связан со смертельными случаями. |            |                                                       |                 |                                                                     |                  |             |                     |
| 23 | 10         | «Magnum Opus» «Выдающееся произведение»               | Даг Аарниокоски | Дональд Тодд                                                        | 24 ноября 2014   | 2AWL10      | 4,28                |
| Икабод и Эбби стремятся найти мощнейшее оружие — меч Мафусаила — который, как они надеются, способен убить Молоха. |            |                                                       |                 |                                                                     |                  |             |                     |
| 24 | 11         | «The Akeda» «Акеда»                                   | Дуайт Литтл     | Марк Гоффман                                                        | 1 декабря 2014   | 2AWL11      | 4,51                |
| В борьбе с Молохом будет проверена верность и принесены непредвиденные жертвы. |            |                                                       |                 |                                                                     |                  |             |                     |
| 25 | 12         | «Paradise Lost» «Потерянный рай»                      | Расселл Файн    | М. Рейвен Метцнер                                                   | 5 января 2015    | 2AWL12      | 4,48                |
| Вскоре после битвы с Молохом, Икабод и Эбби сталкиваются с Орионом, который, как они рассчитывают, может им помочь. Тем временем Катрина пытается найти проблески человечности в Абрахаме. |            |                                                       |                 |                                                                     |                  |             |                     |
| 26 | 13         | «Pittura Infamante» «Пророчащий портрет»              | Джон Леонетти   | Мелисса Блейк                                                       | 19 января 2015   | 2AWL13      | 4,19                |
| Икабод и Катрина пытаются наладить неуклонно портящиеся отношения и идут на собрание Исторического Общества, где вскоре начинает происходить нечто дьявольское. Жуткая сила, живущая на картине 18-го века начинает убивать, выбрав в жертву реставратора.                                                                   |            |                                                       |                 |                                                                     |                  |             |                     |
| 27 | 14         | «Kali Yuga» «Кали-Юга»                                | Даг Аарниокоски | История: Хэзер В. Регнер Телесценарий: Сэм Чалсен и Нельсон Грейвз  | 26 января 2015   | 2AWL14      | 4,37                |
| Ник Хоули с помощью Эбби, Дженни и Икабода Крейна противостоит своему опекуну, который издевался над ним в детстве. Тем временем капитан Ирвинг привыкает к новой жизни. |            |                                                       |                 |                                                                     |                  |             |                     |
| 28 | 15         | «Spellcaster» «Чародей»                               | Пол Эдвардс     | Альберт Ким                                                         | 2 февраля 2015   | 2AWL15      | 4,38                |
| Колдун, стоявший за судебный процесс над Салемскими ведьмами, сбегает из Чистилища и ищет книгу заклинаний. Эбби пытается вновь научиться доверять капитану Ирвингу, а Генри, тем временем, ищет себя. |            |                                                       |                 |                                                                     |                  |             |                     |
| 29 | 16         | «What Lies Beneath» «Что скрывается внутри»           | Дуайт Литтл     | История: Дэмиан Киндлер и Филлип Исков Телесценарий: Дэмиан Киндлер | 9 февраля 2015   | 2AWL16      | 3,87                |
| Икабод и Эбби борются с охраняющими скрытый склеп демоническими существами и встречают Томаса Джефферсона. Между тем Дженни узнаёт секрет Фрэнка Ирвинга, который приводит её в шок. |            |                                                       |                 |                                                                     |                  |             |                     |
| 30 | 17         | «Awakening» «Пробуждение»                             | Даг Аарниокоски | М. Рейвен Метцнер                                                   | 16 февраля 2015  | 2AWL17      | 4,47                |
| Икабод и Эбби сражаются со злодеями, которые планируют пробудить могущественных ведьм. |            |                                                       |                 |                                                                     |                  |             |                     |
| 31 | 18         | «Tempus Fugit» «Время летит»                          | Пол Эдвардс     | Марк Гоффман                                                        | 23 февраля 2015  | 2AWL18      | 4,35                |
| В Сонной Лощине происходят события, после которых всё изменится. И пути назад нет... |            |                                                       |                 |                                                                     |                  |             |                     |

### Сезон 3 (2015-16)
| № общий | № в сезоне | Название                                                   | Режиссёр           | Автор сценария                              | Дата премьеры   | Произв. код | Зрители в США (млн) |
| --- | ---------- | ---------------------------------------------------------- | ------------------ | ------------------------------------------- | --------------- | ----------- | ------------------- |
| 32 | 1          | «I, Witness» «Я, Свидетель»                                | Питер Уэллер       | Альберт Ким                                 | 1 октября 2015  | 3AWL02      | 3,46                |
| Казалось бы покончив с Молохом и Всадником без головы и другими своими врагами, Икабод Крейн и Эбби Миллс пытаются жить спокойной жизнью. Однако спокойная жизнь длится не долго: вскоре они обнаруживают мистическую скрижаль, которая скрывает множество тёмных секретов. Икабод и Эбби противостоят чистому злу. |            |                                                            |                    |                                             |                 |             |                     |
| 33 | 2          | «Whispers in the Dark» «Шёпот во тьме»                     | Расселл Файн       | М. Рейвен Метцнер                           | 8 октября 2015  | 3AWL01      | 3,27                |
| Пандора, используя свою силу, создаёт зло, которое мир ранее не видел. Икабод и Эбби неожиданно сталкиваются со своим прошлым. |            |                                                            |                    |                                             |                 |             |                     |
| 34 | 3          | «Blood and Fear» «Кровь и страх»                           | Кейт Деннис        | Дэмиан Киндлер                              | 15 октября 2015 | 3AWL03      | 2,97                |
| Пандора нападает на Сонную Лощину: из своего ящика она получает древний артефакт, который превращает людей в монстров. Икабод и Эбби ищут способ остановить этот ужас и уничтожить артефакт, пока чудовища не разрушили Сонную Лощину. |            |                                                            |                    |                                             |                 |             |                     |
| 35 | 4          | «The Sisters Mills» «Сёстры Миллс»                         | Гильермо Наварро   | Хэзер В. Регнер                             | 22 октября 2015 | 3AWL04      | 2,89                |
| Пандора выпускает в Сонную Лощину такие силы зла, которые город ещё никогда не видел. Тем временем Эбби и Дженни выслеживают монстра, охотящегося за детьми. |            |                                                            |                    |                                             |                 |             |                     |
| 36 | 5          | «Dead Men Tell No Tales» «Мертвецы не рассказывают сказки» | Расселл Файн       | Сэм Чалсен и Нельсон Гривз                  | 29 октября 2015 | 3AWL05      | 4,57                |
| Икабод Крейн и Эбби Миллс пытаются убедить агента ФБР Бута и доктора Темперенс Бреннан, что серия смертей, которую расследует ФБР, имеет сверхъестественные причины. Тем временем Пандора создаёт новых монстров, которые должны уничтожить Сонную Лощину. Кроссовер с телесериалом «Кости». Первой частью кроссовера является эпизод «Воскрешение в остатках» одиннадцатого сезона «Костей», в котором появляются Крейн и Миллс. |            |                                                            |                    |                                             |                 |             |                     |
| 37 | 6          | «This Red Lady from Caribee» «Эта красная дама с Карибов»  | Олатунде Осунсанми | Шернольд Эдвардс                            | 5 ноября 2015   | 3AWL06      | 3,04                |
| Пандора выпускает монстра, который убивает спящих людей. Эбби и Дженни сражаются с чудовищем из прошлого. Тем временем Эбби раздумывает насчёт своего будущего, а Икабод даёт ей жизненный совет. |            |                                                            |                    |                                             |                 |             |                     |
| 38 | 7          | «The Art of War» «Искусство войны»                         | Ханелль Калпеппер  | Джо Уэбб                                    | 12 ноября 2015  | 3AWL07      | 3,02                |
| Эбби решает остаться агентом ФБР, а Дэниел Рейнольдс, тем временем, получает новости из Вашингтона. Дженни и Джо совершают поступок, который может стоить Эбби карьеры. На Сонную Лощину обрушивается проклятие Пандоры. |            |                                                            |                    |                                             |                 |             |                     |
| 39 | 8          | «Novus Ordo Seclorum» «Новый порядок веков»                | Расселл Файн       | Ли Дана Джексон                             | 19 ноября 2015  | 3AWL08      | 2,80                |
| Дженни и Джо имеют дело с последствиями столкновения с Софи, а Эбби и агент Рейнольдс попадают в передрягу. Свидетелям предстоит сразиться с могущественными силами, которым практически нечего противопоставить. |            |                                                            |                    |                                             |                 |             |                     |
| 40 | 9          | «One Life» «Одна жизнь»                                    | Кейт Деннис        | Альберт Ким                                 | 5 февраля 2016  | 3AWL09      | 3,13                |
| Икабод и Дженни ищут Эбби, которая пошла на огромную жертву ради спасения друзей и Сонной Лощины. Икабод заполучает неожиданного союзника, а Дженни сталкивается лицом к лицу со старым врагом. |            |                                                            |                    |                                             |                 |             |                     |
| 41 | 10         | «Incident At Stone Manor» «Инцидент в каменном особняке»   | Дуайт Литтл        | М. Рейвен Метцнер                           | 12 февраля 2016 | 3AWL10      | 3,16                |
| Икабод и Софи делают всё возможное, чтобы отыскать Эбби; они сталкиваются с существом, которое стремится уничтожить Сонную Лощину. В то же время Пандора и Скрытый становятся сильнее и сильнее. Дженни, в попытке найти Эбби, вынуждена обратиться к отцу, оставившему их в детстве. |            |                                                            |                    |                                             |                 |             |                     |
| 42 | 11         | «Kindred Spirits» «Ду́хи Сородича»                          | Олатунде Осунсанми | Хэзер В. Регнер                             | 19 февраля 2016 | 3AWL11      | 3,09                |
| Икабод и Дженни возвращают Эбби назад; оказывается в том месте, где была Эбби время течёт намного быстрее, чем на Земле. Тем временем на Сонную Лощину нападает Сородич; Икабод, Дженни и Джо пытаются понять, почему тот встал на сторону зла. Когда Зои оказывается в опасности, Икабод думает, что его с ней отношения могут навредить девушке.                                                                                |            |                                                            |                    |                                             |                 |             |                     |
| 43 | 12         | «Sins of the Father» «Грехи отца»                          | Венди Станцлер     | Дэмиан Киндлер                              | 26 февраля 2016 | 3AWL12      | 2,96                |
| Дженни и Эбби откровенно говорят с отцом; семейные проблемы, оставшиеся в прошлом, снова становятся актуальны. Аттикус Невинс привозит с собой смертельную опасность для жителей города. |            |                                                            |                    |                                             |                 |             |                     |
| 44 | 13         | «Dark Mirror» «Тёмное зеркало»                             | Сильвейн Уайт      | Сэм Чалсен и Нельсон Гривз                  | 4 марта 2016    | 3AWL13      | 2,96                |
| На Сонную Лощину нападает монстр, напоминающий Дьявола из Джерси. Крейну приходится искать способ остановить чудовище в своём прошлом. Эбби пытается справиться с посттравматическим синдромом, возникшим в результате пребывания в катакомбах. Тем временем Джо и Дженни стараются наладить отношения друг с другом. |            |                                                            |                    |                                             |                 |             |                     |
| 45 | 14         | «Into the Wild» «В диких условиях»                         | Пол Эдвардс        | Альберт Ким                                 | 11 марта 2016   | 3AWL14      | 2,91                |
| Эбби и Софи имеют дело с монстром, который может навредить их прикрытию. Дженни и Джо обнаруживают, что владеют весьма ценным артефактом. Тем временем Крейн находит информацию и символе, который увидел в катакомбах. |            |                                                            |                    |                                             |                 |             |                     |
| 46 | 15         | «Incommunicado» «Без связи с внешним миром»                | Расселл Файн       | Шернольд Эдвардс и Хэзер В. Регнер          | 18 марта 2016   | 3AWL15      | 2,83                |
| Икабод и Эбби вынуждены объединиться со своими врагами, чтобы выяснить причину сверхъестественных событий, недавно произошедших в городе. Из-з того, кем является Джо, отношения Дженни и Джо портятся всё больше. |            |                                                            |                    |                                             |                 |             |                     |
| 47 | 16         | «Dawn's Early Light» «Ранний свет рассвета»                | Пол Эдвардс        | Ли Дана Джексон, Сэм Чалсен и Нельсон Гривз | 25 марта 2016   | 3AWL16      | 2,52                |
| Скрытый с каждым днём становится всё сильнее. Крейн совершает путешествие в своё прошлое, чтобы найти способ остановить новое зло, нависшее над ними. Эбби приходится принять сложное решение, когда ситуация с Рейнольдсом становится совершенно неконтролируемой. |            |                                                            |                    |                                             |                 |             |                     |
| 48 | 17         | «Delaware» «Делавэр»                                       | Марк Роскин        | Дэмиан Киндлер                              | 1 апреля 2016   | 3AWL17      | 2,62                |
| Эбби и Икабод совершают очень опасное и непростое путешествие, чтобы спасти мир от Скрытого. Дженни, Джо и Софи делают всё возможное, чтобы дать Свидетелям как можно больше времени для выполнения их миссии. |            |                                                            |                    |                                             |                 |             |                     |
| 49 | 18         | «Ragnarok» «Рагнарёк»                                      | Расселл Файн       | М. Рейвен Метцнер                           | 8 апреля 2016   | 3AWL18      | 2,96                |
| Икабод и Эбби выясняют, как вновь закрыть ящик Пандоры. Свидетели и их друзья делают всё возможное, чтобы остановить Скрытого и Пандору, однако всё время остаются на шаг позади зла. Чтобы победить, им придётся отдать все свои силы и пожертвовать самым дорогим. |            |                                                            |                    |                                             |                 |             |                     |

### Сезон 4 (2017)
| № общий | № в сезоне | Название                                                     | Режиссёр           | Автор сценария    | Дата премьеры   | Произв. код | Зрители в США (млн) |
| --- | ---------- | ------------------------------------------------------------ | ------------------ | ----------------- | --------------- | ----------- | ------------------- |
| 50 | 1          | «Columbia» «Колумбия»                                        | Расселл Файн       | Альберт Ким       | 6 января 2017   | 4AWL01      | 2,19                |
| После гибели Эбби и Джо, Икабод Крейн и Дженни Миллс начинают новую жизнь. Крейн в Вашингтоне должен найти кого-то, кто поможет ему отыскать нового Свидетеля. Однако он обнаруживает ещё большее зло, чем когда-либо видел прежде.                                                                                         |            |                                                              |                    |                   |                 |             |                     |
| 51 | 2          | «In Plain Sight» «На виду»                                   | Марк Роскин        | Брайан К. Миллер  | 13 января 2017  | 4AWL02      | 2,14                |
| Сделав шокирующее открытие, Крейн и Дженни вынуждены сообщить Диане ужасающие новости. Между тем они занимаются делом, в котором, по всей видимости, замешана чёрная магия. |            |                                                              |                    |                   |                 |             |                     |
| 52 | 3          | «Heads of State» «Главы государства»                         | Келли Сайрус       | М. Рейвен Метцнер | 20 января 2017  | 4AWL03      | 1,91                |
| Старый враг Крейна приезжает в Вашингтон, чтобы атаковать высших должностных лиц страны. Команда должна работать как никогда быстро, чтобы справиться с этой угрозой; между тем знания Джейка о тоннелях помогают им найти ответы из прошлого.                                                                              |            |                                                              |                    |                   |                 |             |                     |
| 53 | 4          | «The People vs. Ichabod Crane» «Народ против Икабода Крейна» | Джим О’Ханлон      | Сэм Чалсен        | 27 января 2017  | 4AWL04      | 2,16                |
| На Вашингтон нападает монстр, заставляющий своих жертв вновь переживать самые ужасные воспоминания. Тем временем Дженни думает, что может быть ключевой фигурой в спасении мира. |            |                                                              |                    |                   |                 |             |                     |
| 54 | 5          | «Blood from a Stone» «Кровь из камня»                        | Марк Роскин        | Тео Треверс       | 3 февраля 2017  | 4AWL05      | 1,83                |
| Дрейфусс значительно продвигается своей миссии. В то время его бывший партнёр возвращается, чтобы поквитаться. Узнав о некоторых фактах его биографии, команде становится очевидно, что Дрейфусс и раньше был связан со сверхъестественным.                                                                                 |            |                                                              |                    |                   |                 |             |                     |
| 55 | 6          | «Homecoming» «Возвращение домой»                             | Джим О’Ханлон      | Джо Уэбб          | 10 февраля 2017 | 4AWL06      | 2,00                |
| Крейн и его друзья понимают, что артефакт, необходимый для определения тёмной силы, который ищет Дрейфусс, спрятан на самом очевидном месте. В то время Крейн и Дженни после возвращения в Сонную лощину переосмысливают события своего прошлого.                                                                           |            |                                                              |                    |                   |                 |             |                     |
| 56 | 7          | «Loco Parentis» «От имени родителя»                          | Расселл Файн       | Зои Грин          | 17 февраля 2017 | 4AWL07      | 1,82                |
| Перед одиннадцатым днём рождения Молли, её отец и бывший муж Дианы приезжает в Вашингтон. Пока Диана думает, дать ли ему шанс восстановить отношения с дочерью, команда делает шокирующее открытие. |            |                                                              |                    |                   |                 |             |                     |
| 57 | 8          | «Sick Burn» «Выжигание хвори»                                | Дарнелл Мартин     | Джои Фалько       | 24 февраля 2017 | 4AWL08      | 1,78                |
| В город приезжает капризная звезда Логан Макдональд. Именно в этот день на Сонную лощину обрушивается инфекция сверхъестественного происхождения, которая заражает людей посредством видео. Команда должна быстро нейтрализовать вирус, пока он всех не убил. Тем временем Молли видит пугающее видение об ужасном будущем. |            |                                                              |                    |                   |                 |             |                     |
| 58 | 9          | «Child's Play» «Детская игра»                                | Майкл Гои          | Франчиска Ху      | 3 марта 2017    | 4AWL09      | 1,88                |
| Город атакует агрессивный монстр, очень похожий на воображаемого друга Молли, которого та видела в детстве. Тем временем Диана, которая хочет, чтобы её дочь стала Свидетелем, начинает бояться опасностей, которые ожидают её дочь на этом пути.                                                                           |            |                                                              |                    |                   |                 |             |                     |
| 59 | 10         | «Insatiable» «Ненасытный»                                    | Стивен А. Адельсон | Кили Макдональд   | 10 марта 2017   | 4AWL10      | 1,74                |
| Когда на одного из боссов Дианы готовится покушение и она об этом узнаёт, Диана просит своих друзей помочь ей остановить преступников. Тем временем Дрейфусс придумывает очередной злодейский план. |            |                                                              |                    |                   |                 |             |                     |
| 60 | 11         | «The Way of the Gun» «Путь оружия»                           | Расселл Файн       | Брайан К. Миллер  | 17 марта 2017   | 4AWL11      | 1,82                |
| Крейн и команда не могут понять, как неизвестная женщина смогла проникнуть на территорию хранилища, где хранятся могущественные артефакты, учитывая, что хранилище тщательно охраняется. |            |                                                              |                    |                   |                 |             |                     |
| 61 | 12         | «Tomorrow» «Завтра»                                          | Марк Роскин        | Альберт Ким       | 24 марта 2017   | 4AWL12      | 1,96                |
| Крейн с друзьями видит будущее: мир, который подчинил безумный Дрейфус. Теперь Свидетели должны во что бы то ни стало защитить Лару, которая играет ключевую роль в злодейских планах Дрейфусса. |            |                                                              |                    |                   |                 |             |                     |
| 62 | 13         | «Freedom» «Свобода»                                          | Расселл Файн       | М. Рейвен Метцнер | 31 марта 2017   | 4AWL13      | 1,72                |
| Собрав все нужные ему артефакты, Дрейфусс вместе со своими приспешниками проникает в Белый дом. Там он сталкивается со Свидетелями, после чего начинается настоящая битва между силами добра и зла. |            |                                                              |                    |                   |                 |             |                     |